# حسن المفتي
حسن المفتي (26 ديسمبر 1935 – 3 نوفمبر 2008)، مخرج أفلام وكاتب كلمات مغربي يعتبر من الرواد أغنى الخزانة الوطنية بمجموعة من الروائع سواء على مستوى الإخراج أو حتى ميدان كتابة الكلمات وتبقى قطعة مرسول الحب التي غناها الموسيقار عبد الوهاب الدكالي سنة 1972 من أبرز إبداعاته.

## سيرته الذاتية
ولد حسن المفتي في أكتوبر عام 1935 بمدينة تطوان، حصل على دبلوم السيناريو من معهد السينما بالقاهرة سنة 1964، وفي سنة 1966 انضم إلى اتحاد كتاب المغرب

## الوفاة
توفي حسن المفتي يوم السبت 1 نوفمبر 2008 بعد صراع مع المرض عن عمر يناهز 73 عاماً

## من أبرز أعماله

### على مستوى كتابة الكلمات
- مرسول الحب سنة 1972
- أنا والغربة
- الثلث الخالي
- صدقت كلامهم
- ياقلبي ارتاح للقديرة سميرة سعيد غنتها في 13 أبريل 1977

### على مستوى الإخراج
- دموع الندم سنة 1982
- المُعلِّمة سنة 2004

## روابط خارجية
- حسن المفتي على موقع أرشيف الشارخ.

- حسن المفتي على موقع africultures.com